# Wohn- und Geschäftshaus Am Markt 10 (Richtenberg)

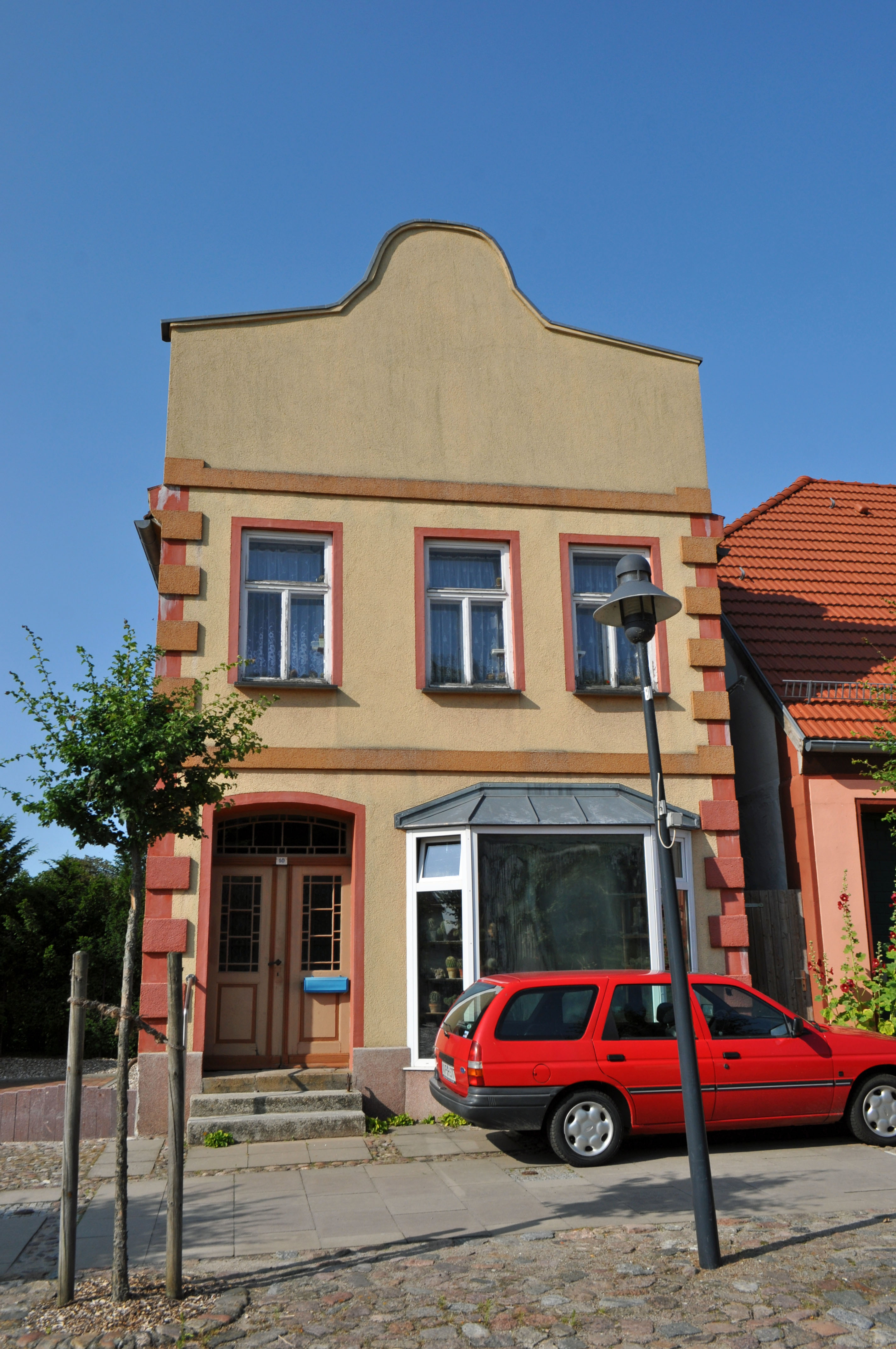

Das Wohn- und Geschäftshaus Am Markt 10 in Richtenberg, Am Markt, stammt aus dem 19. Jahrhundert.
Das Gebäude steht unter Denkmalschutz.

## Geschichte

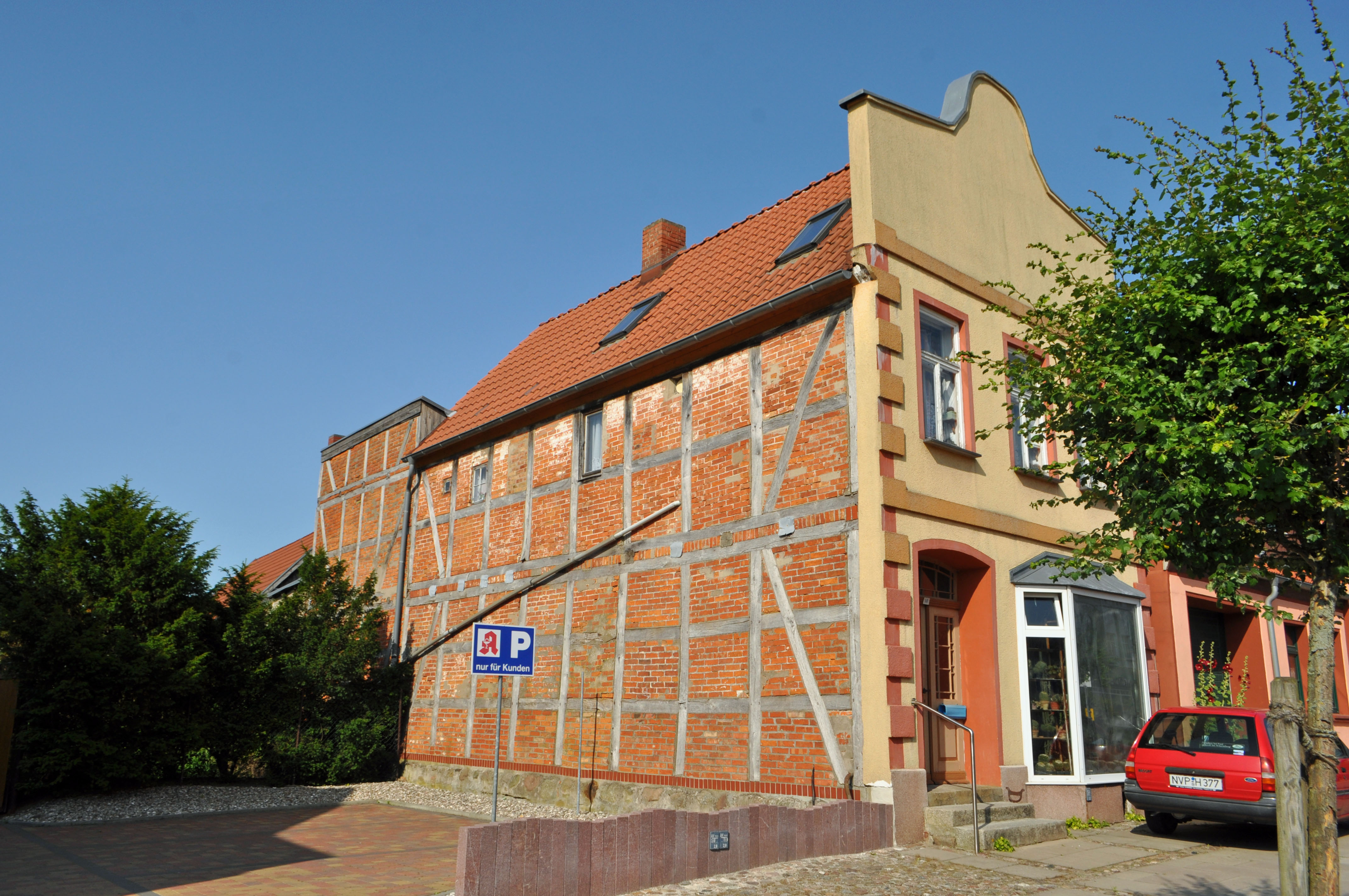

Die 1231 erstmals erwähnte, langgestreckte Kleinstadt Richtenberg im Landkreis Vorpommern-Rügen in Mecklenburg-Vorpommern hat 1303 Einwohner (2019).
Das zweigeschossige historisierende Fachwerkhaus mit seiner markanten steinernen Schaufassade wurde 1991/92 im Rahmen der Städtebauförderung als Bestand gesichert und um 2000 saniert.